# Kim cang lá mỏng
Kim cang lá mỏng hay kim cang bờ, cẩm cang ven sông (danh pháp Smilax riparia) là một loài thực vật có hoa trong họ Smilacaceae. Loài này được A.DC. miêu tả khoa học đầu tiên năm 1878.